# Chajim Perelman
Chajim Perelman (20. května 1912 – 22. ledna 1984) byl polsko-belgický filozof a právní teoretik.
Narodil se ve Varšavě, od roku 1925 však jeho rodina žila v Belgii. Na bruselské univerzitě se stal doktorem práv, doktorem filozofie a profesorem logiky a metafyziky.
Za jeho klíčovou práci je považována kniha Traité de l'argumentation z roku 1958, která je zakladatelským dílem takzvané Nové rétoriky. Perelman se zde přihlásil k tradici oboru rétoriky, která byla přerušena zhruba v 16. století. Rozvíjí ji do teorie argumentace. Mluvené slovo je vždy určeno posluchačem, slovo filozofie tzv. "univerzálním posluchačstvem" (auditoire universel), čímž je zásadně determinováno.
Perelman rozlišil čtyři druhy argumentačních technik:
- kvazilogické argumenty – spor, neslučitelnost, identita, definice, analytičnost, tautologie, formální spravedlnost, reciprocita, tranzitivnost, inkluze, rozdělení, srovnávání, oběť, pravděpodobnost
- argumenty zdůvodňující strukturu skutečnosti – příklad, ilustrace, model, antimodel, analogie, metafora
- sekvenční spojení – příčina, účinek, důsledek, prostředek, cíl, motiv
- koexistenční spojení – osoba, jednání, skupina, reprezentant

Ve filozofii je klíčovou argumentační technikou rozklad pojmů v protikladné dvojice.